# Mesoleptus brevis
Mesoleptus brevis là một loài tò vò trong họ Ichneumonidae.